# Fudbalski Savez Republike Srpske
Fudbalski Savez Republike Srpske (FSRS) grundades den 5 september 1992 och är Republika Srpskas fotbollsförbund med uppgift att främja och administrera den organiserade fotbollen i Republika Srpska, och att företräda den utanför Republika Srpska.
Antalet klubbar registrerade hos förbundet är lite drygt 300 och 3 av dem är damlag. En domarkommitté finns och där är det cirka 1200 medlemmar. Över 600 tränare är registrerade. Förbundet lägger ner mycket jobb och fokuserar mest på att jobba med de unga spelarna.
Republika Srpskas fotbollsförbund och Bosnien och Hercegovinas fotbollsförbund beslutade år 2002 23 maj att den så kallade förstaligan Premijer liga ska vara gemensam mellan de båda förbunden. Den gemensamma ligan trädde i kraft 4 augusti 2002. Det gjorde det möjligt för de serbiska lagen i Republika Srpska att tävla på allvar och komma ut i Europa. Sammanslagningen har påverkat de serbiska klubbarna från Republika Srpska väldigt positivt. Man har lyckats ta sig till europacupspel och därigenom ökat intäkterna till klubbkassan och man har fått mera publik till matcherna. Det negativa är att det fortfarande finns mycket spänningar mellan bosnier, kroater och serber och det påverkar naturligtvis ligaspelet och matcherna samt stämningen på läktarna.
- Republika Srpskas fotbollslandslag
- Republika Srpskas fotbollsliga